# Le Petit Journal
Le Petit Journal fue un periódico parisiense, fundado por Moïse Polydore Millaud, en 1863 y editado hasta 1944. Le Petit Journal funcionó bien desde su creación, esto se debió a que era mucho menos costoso que otros (cinco céntimos). Las leyes del Segundo Imperio no imponían sello sobre los diarios de entretenimiento. 

## Historia

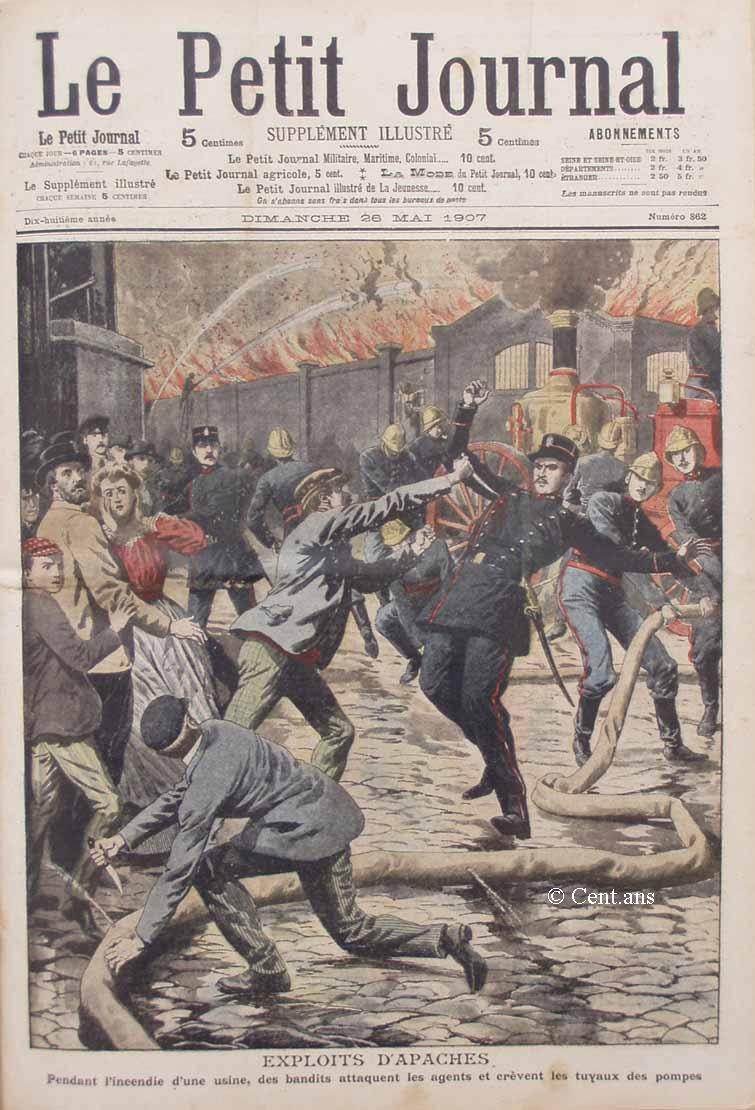
Portada del 26 de mayo de 1907 sobre bandidos que atacan a la policía y dañan las mangueras de los bomberos mientras una fábrica se incendia

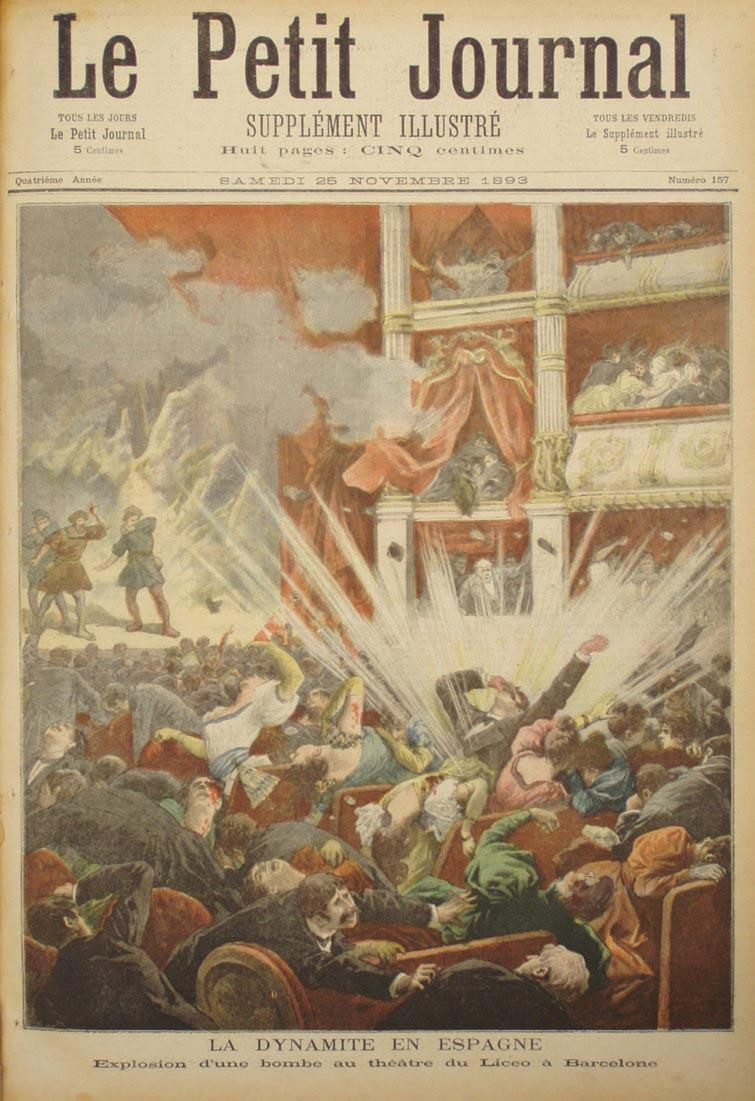
Atentado en el Teatro del Liceo de Barcelona en 1893, según apareció en el diario Le Petit Journal de París (1893).

Con un formato pequeño, de cuatro páginas, y un tono cercano al del pueblo, revolucionó las prácticas periodísticas de su tiempo. El resultado fue espectacular. En su apogeo, hacia 1890, su tirada fue de un millón de ejemplares. Le Petit Journal era entonces uno de los tres principales diarios franceses. Este diario de prensa popular, donde parecen novelas-serial como las de Gaboriau y Ponson del Terrail, expedía un 80% de su tirada en provincias. A partir de 1884, apareció semanalmente un suplemento ilustrado, cuya tirada era de un millón de ejemplares en 1895.[cita requerida] La publicación tuvo varios ilustradores destacados como el acuarelista Damblans.

## Competiciones deportivas

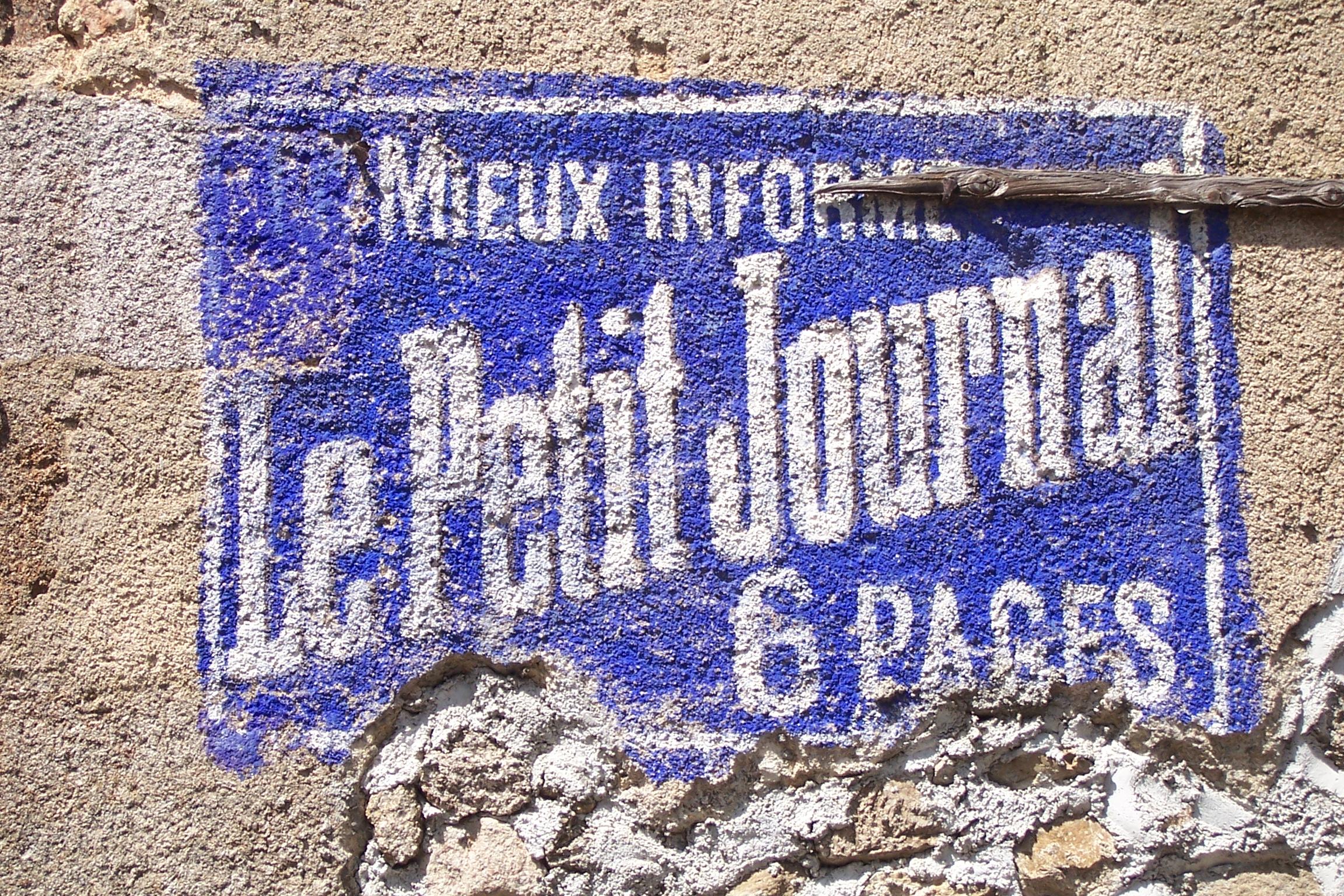
Publicidad pintada sobre un muro.

En 1891, Pierre Giffard, redactor en jefe de Le Petit Journal, creó la carrera ciclista París-Brest-París. El 22 de julio de 1894, Le Petit Journal organizó la primera competencia automovilística de la historia, el París-Ruan. El primer premio de 5000 francos fue compartido por Panhard & Levassor y Peugeot.